# Peru Songs
La Peru Songs è la classifica dei brani musicali più venduti e riprodotti in streaming in Perù, lanciata il 15 febbraio 2022 e redatta settimanalmente da Billboard.
La classifica, contemplante i dati di riproduzione in streaming e di vendite digitali fornite dalla Luminate Data, raggruppa le venticinque canzoni più popolari a livello nazionale nel paese sudamericano.

## Singoli al numero uno

### 2024
| Settimana         | Artista                              | Brano                        | Note   |
| ----------------- | ------------------------------------ | ---------------------------- | ------ |
| 6 gennaio 2024    | Feid e ATL Jacob                     | Luna                         | [ 2 ]  |
| 13 gennaio 2024   | Feid e ATL Jacob                     | Luna                         | [ 3 ]  |
| 20 gennaio 2024   | Feid e ATL Jacob                     | Luna                         | [ 4 ]  |
| 27 gennaio 2024   | Feid e ATL Jacob                     | Luna                         | [ 5 ]  |
| 3 febbraio 2024   | Feid e ATL Jacob                     | Luna                         | [ 6 ]  |
| 10 febbraio 2024  | Feid e ATL Jacob                     | Luna                         | [ 7 ]  |
| 17 febbraio 2024  | Feid e ATL Jacob                     | Luna                         | [ 8 ]  |
| 24 febbraio 2024  | Feid e ATL Jacob                     | Luna                         | [ 9 ]  |
| 2 marzo 2024      | Feid e ATL Jacob                     | Luna                         | [ 10 ] |
| 9 marzo 2024      | Feid e ATL Jacob                     | Luna                         | [ 11 ] |
| 16 marzo 2024     | Feid e ATL Jacob                     | Luna                         | [ 12 ] |
| 23 marzo 2024     | Feid e ATL Jacob                     | Luna                         | [ 13 ] |
| 30 marzo 2024     | Feid e ATL Jacob                     | Luna                         | [ 14 ] |
| 6 aprile 2024     | Feid e ATL Jacob                     | Luna                         | [ 15 ] |
| 13 aprile 2024    | Feid e ATL Jacob                     | Luna                         | [ 16 ] |
| 20 aprile 2024    | Feid e ATL Jacob                     | Luna                         | [ 17 ] |
| 27 aprile 2024    | Feid e ATL Jacob                     | Luna                         | [ 18 ] |
| 4 maggio 2024     | FloyyMenor e Cris MJ                 | Gata only                    | [ 19 ] |
| 11 maggio 2024    | Rvssian, Rauw Alejandro e Ayra Starr | Santa                        | [ 20 ] |
| 18 maggio 2024    | Rvssian, Rauw Alejandro e Ayra Starr | Santa                        | [ 21 ] |
| 25 maggio 2024    | Rvssian, Rauw Alejandro e Ayra Starr | Santa                        | [ 22 ] |
| 1º giugno 2024    | Rvssian, Rauw Alejandro e Ayra Starr | Santa                        | [ 23 ] |
| 8 giugno 2024     | Rvssian, Rauw Alejandro e Ayra Starr | Santa                        | [ 24 ] |
| 15 giugno 2024    | Rvssian, Rauw Alejandro e Ayra Starr | Santa                        | [ 25 ] |
| 22 giugno 2024    | Trueno                               | Real Gangsta Love            | [ 26 ] |
| 29 giugno 2024    | Trueno                               | Real Gangsta Love            | [ 27 ] |
| 6 luglio 2024     | Trueno                               | Real Gangsta Love            | [ 28 ] |
| 13 luglio 2024    | Trueno                               | Real Gangsta Love            | [ 29 ] |
| 20 luglio 2024    | Trueno                               | Real Gangsta Love            | [ 30 ] |
| 27 luglio 2024    | Karol G                              | Si antes te hubiera conocido | [ 31 ] |
| 3 agosto 2024     | Karol G                              | Si antes te hubiera conocido | [ 32 ] |
| 10 agosto 2024    | Karol G                              | Si antes te hubiera conocido | [ 33 ] |
| 17 agosto 2024    | Karol G                              | Si antes te hubiera conocido | [ 34 ] |
| 24 agosto 2024    | Karol G                              | Si antes te hubiera conocido | [ 35 ] |
| 31 agosto 2024    | Karol G                              | Si antes te hubiera conocido | [ 36 ] |
| 7 settembre 2024  | Karol G                              | Si antes te hubiera conocido | [ 37 ] |
| 14 settembre 2024 | Karol G                              | Si antes te hubiera conocido | [ 38 ] |
| 21 settembre 2024 | Karol G                              | Si antes te hubiera conocido | [ 39 ] |
| 28 settembre 2024 | Karol G                              | Si antes te hubiera conocido | [ 40 ] |
| 5 ottobre 2024    | Karol G                              | Si antes te hubiera conocido | [ 41 ] |
| 12 ottobre 2024   | Karol G                              | Si antes te hubiera conocido | [ 42 ] |
| 19 ottobre 2024   | Karol G                              | Si antes te hubiera conocido | [ 43 ] |
| 26 ottobre 2024   | Karol G                              | Si antes te hubiera conocido | [ 44 ] |
| 2 novembre 2024   | Karol G                              | Si antes te hubiera conocido | [ 45 ] |
| 9 novembre 2024   | Karol G                              | Si antes te hubiera conocido | [ 46 ] |
| 16 novembre 2024  | Karol G                              | Si antes te hubiera conocido | [ 47 ] |
| 23 novembre 2024  | Karol G                              | Si antes te hubiera conocido | [ 48 ] |
| 30 novembre 2024  | Karol G                              | Si antes te hubiera conocido | [ 49 ] |
| 7 dicembre 2024   | Rauw Alejandro e Romeo Santos        | Khé?                         | [ 50 ] |
| 14 dicembre 2024  | Rauw Alejandro e Romeo Santos        | Khé?                         | [ 51 ] |
| 21 dicembre 2024  | Rauw Alejandro e Romeo Santos        | Khé?                         | [ 52 ] |
| 28 dicembre 2024  | Rauw Alejandro e Romeo Santos        | Khé?                         | [ 53 ] |

### 2025
| Settimana        | Artista                           | Brano             | Note   |
| ---------------- | --------------------------------- | ----------------- | ------ |
| 4 gennaio 2025   | Rauw Alejandro e Romeo Santos     | Khé?              | [ 54 ] |
| 11 gennaio 2025  | Rauw Alejandro e Romeo Santos     | Khé?              | [ 55 ] |
| 18 gennaio 2025  | Rauw Alejandro e Romeo Santos     | Khé?              | [ 56 ] |
| 25 gennaio 2025  | Bad Bunny                         | DTMF              | [ 57 ] |
| 1º febbraio 2025 | Bad Bunny                         | Baile inolvidable | [ 58 ] |
| 8 febbraio 2025  | Bad Bunny                         | Baile inolvidable | [ 59 ] |
| 15 febbraio 2025 | Bad Bunny                         | Baile inolvidable | [ 60 ] |
| 22 febbraio 2025 | Bad Bunny                         | Baile inolvidable | [ 61 ] |
| 1º marzo 2025    | Bad Bunny                         | Baile inolvidable | [ 62 ] |
| 8 marzo 2025     | Bad Bunny                         | Baile inolvidable | [ 63 ] |
| 15 marzo 2025    | Bad Bunny                         | Baile inolvidable | [ 64 ] |
| 22 marzo 2025    | Bad Bunny                         | Baile inolvidable | [ 65 ] |
| 29 marzo 2025    | Bad Bunny                         | Baile inolvidable | [ 66 ] |
| 5 aprile 2025    | Bad Bunny                         | Baile inolvidable | [ 67 ] |
| 12 aprile 2025   | W Sound, Beéle e Ovy on the Drums | La plena          | [ 68 ] |
| 19 aprile 2025   | W Sound, Beéle e Ovy on the Drums | La plena          | [ 69 ] |
| 26 aprile 2025   | W Sound, Beéle e Ovy on the Drums | La plena          | [ 70 ] |
| 3 maggio 2025    | W Sound, Beéle e Ovy on the Drums | La plena          | [ 71 ] |
| 10 maggio 2025   | W Sound, Beéle e Ovy on the Drums | La plena          | [ 72 ] |
| 17 maggio 2025   | W Sound, Beéle e Ovy on the Drums | La plena          | [ 73 ] |
| 24 maggio 2025   | W Sound, Beéle e Ovy on the Drums | La plena          | [ 74 ] |
| 31 maggio 2025   | W Sound, Beéle e Ovy on the Drums | La plena          | [ 75 ] |
| 7 giugno 2025    | W Sound, Beéle e Ovy on the Drums | La plena          | [ 76 ] |
| 14 giugno 2025   | W Sound, Beéle e Ovy on the Drums | La plena          | [ 77 ] |
| 21 giugno 2025   | W Sound, Beéle e Ovy on the Drums | La plena          | [ 78 ] |
| 28 giugno 2025   | Beéle                             | No tiene sentido  | [ 79 ] |
| 5 luglio 2025    | Beéle                             | No tiene sentido  | [ 80 ] |
| 12 luglio 2025   | W Sound, Beéle e Ovy on the Drums | La plena          | [ 81 ] |
| 19 luglio 2025   | W Sound, Beéle e Ovy on the Drums | La plena          | [ 82 ] |
| 26 luglio 2025   | W Sound, Beéle e Ovy on the Drums | La plena          | [ 83 ] |
| 2 agosto 2025    | W Sound, Beéle e Ovy on the Drums | La plena          | [ 84 ] |
| 9 agosto 2025    | W Sound, Beéle e Ovy on the Drums | La plena          | [ 85 ] |
| 16 agosto 2025   | W Sound, Beéle e Ovy on the Drums | La plena          | [ 86 ] |
| 23 agosto 2025   | W Sound, Beéle e Ovy on the Drums | La plena          | [ 87 ] |